# Wallaroo
Wallaroo är en ort i Australien. Den ligger i regionen Copper Coast och delstaten South Australia, omkring 140 kilometer nordväst om delstatshuvudstaden Adelaide. Antalet invånare är 2 779.
Runt Wallaroo är det ganska tätbefolkat, med 104 invånare per kvadratkilometer.. Wallaroo är det största samhället i trakten. 
Genomsnittlig årsnederbörd är 447 millimeter. Den regnigaste månaden är juni, med i genomsnitt 77 mm nederbörd, och den torraste är december, med 11 mm nederbörd.